# M Countdown
M Countdown (tiếng Hàn Quốc: 엠카운트다운) là một chương trình truyền hình âm nhạc Hàn Quốc do Mnet phát sóng trực tiếp vào lúc 18:00 KST mỗi Thứ Năm hàng tuần. Chương trình có sự tham gia biểu diễn của những nghệ sĩ mới và nổi tiếng nhất. Người dẫn chương trình cho M! Countdown là Jaehyun (BOYNEXTDOOR)và Sung Hanbin (ZB1). Chương trình được phát sóng từ CJ E&M Center Studio tại Sangam-dong, Mapo-gu, Seoul. M! Countdown cũng lên sóng trực tiếp ở Trung Quốc, Nhật Bản, Philippines, Mỹ, Đài Loan, Malaysia, Singapore và trong đó có Việt Nam (qua FPT Play, trước đó phát sóng trên VTV6 với tên chương trình Bảng Xếp hạng Âm nhạc Hàn Quốc).

## Người dẫn chương trình

### Chính thức
- Yunho và Yoochun (TVXQ) (29 tháng 7 - 28 tháng 6 năm 2004)
- Lee Hwi-jae (2 tháng 9 năm 2004 - 26 tháng 5 năm 2005)
- Shin Dong-yup, Kim Ah-joong (2 tháng 6 - 27 tháng 10 năm 2005)
- Leeteuk, Kangin, Shindong (Super Junior) (10 tháng 11 năm 2005 - 21 tháng 6 năm 2007)
- Leeteuk, Eunhyuk, Shindong (Super Junior) (5 tháng 7 năm 2007 - 27 tháng 3 năm 2008)
- SS501 (10 tháng 4 - 29 tháng 5 năm 2008)
- Alex Chu, Chaeyeon (12 tháng 6 - 4 tháng 12 năm 2008)
- Tony An (H.O.T.), Shin So-yul (10 tháng 3 năm 2011 - 23 tháng 8 năm 2012)
- Lee Hongki (F.T. Island) (30 tháng 8 năm 2012 - 13 tháng 12 năm 2012)
- Kim Woo-bin (15 tháng 8 năm 2013 - ngày 13 tháng 2 năm 2014)
- Ahn Jae-hyun và Jung Joon-young (27 tháng 2 năm 2014 - 20 Tháng 11 2014)
- Lee Jung-shin (CNBlue), Key (SHINee), BamBam và Park Jin-young (GOT7) (19 tháng 3 năm 2015 - 3 tháng 3 năm 2016)
- Lee Jung-shin (CNBlue) và Key (SHINee) (17 tháng 3 năm 2016 - 8 tháng 9 năm 2016)
- Key (SHINee) (22 tháng 8 năm 2016 - 13 tháng 4 năm 2017)
- Daehwi (AB6IX) và Han Hyunmin (4 tháng 4 năm 2019 - 28 tháng 1 năm 2021)
- Miyeon ((G)I-DLE) và Nam Yoon-su (18 tháng 2 năm 2021 - 19 tháng 1 năm 2023)
- Miyeon ((G)I-dle) và Joohoney (Monsta X) (23 tháng 2 năm 2023 - 20 tháng 7 năm 2023)
- Miyeon ((G)I-dle) và Sung Hanbin (ZB1) (7 tháng 9 năm 2023 - 25 tháng 11 năm 2023)
- Jaehyun (BOYNEXTDOOR), Sohee (Riize) và Sung Hanbin (ZB1) (11 tháng 1 năm 2024 - nay)

### Khách mời
- 15 tháng 3 – After School: Lizzy
- 29 tháng 3 – CNBLUE: Min Hyuk, Jung Shin
- 5 tháng 4 – Shinhwa: Lee Min Woo, Jun Jin[2]
- 19 tháng 4 – Sistar: Bora
- 3 tháng 5 – Choshinsung: Park Geonil và U-KISS: Shin Dongho
- 21 tháng 6 – Infinite: Sungjong
- 5 tháng 7 – After School: Nana
- 12 tháng 7 – ZE:A: Yim Si-wan
- 19 tháng 7 – 2PM: Wooyoung
- 26 tháng 7 – ZE:A: KwangHee
- 2 tháng 8 – Supreme Team: Simon Dominic
- 9 tháng 8 – BEAST: Doo-Joon
- 13 tháng 9 – After School: Lizzy
- 15 tháng 11 – Miss A: Suzy
- 13 tháng 12 – B1A4: Sandeul và Baro
- 20 tháng 12 – Infinite: Dongwoo, Hoya

- 3 tháng 1 – Girls' Generation: Yuri và Hyoyeon
- 10 tháng 1 – SISTAR: Soyou và Boyfriend: Kim Dong-hyun, Shim Hyun-seong, Lee Jeong-min, Jo Young-min, Jo Kwang-min, No Min-woo
- 17 tháng 1 – John Park và 4minute: So-hyun
- 24 tháng 1 – Infinite: Sungyeol, Sungjong
- 31 tháng 1 – ZE:A: Hyungsik và Dongjun
- 7 tháng 2 – SISTAR: Soyou và Dasom
- 14 tháng 2 – After School: Nana và Raina
- 21 tháng 2 – Rainbow: Jaekyung, Noeul và Seungah
- 28 tháng 2 – SHINee: Onew, Minho, Kim Jong-hyun, Taemin và Key
- 7 tháng 3 – Teen Top: Chunji, L.Joe và Niel
- 14 tháng 3 – Girl's Day: Sojin, Minah, Hyeri và Ladies' Code: EunB và Sojung
- 21 tháng 3 – Davichi: Haeri, Minkyung, Shinee: Key và Kim Jong-hyun và Teen Top: Chunji và Niel
- 28 tháng 3 – Infinite: Hoya, Sungyeol và Sungjong
- 4 & 11 tháng 4 – Kim Woo Bin và Jo Bo Ah [3]
- 18 tháng 4 – ZE:A: Siwan, Hyungsik và Dongjun
- 24 tháng 4 – H.O.T.: Tony Ahn và SHINee: Onew (M! Countdown: Nihao Taiwan)
- 2 tháng 5 – SHINee: Onew, Taemin và Key
- 9 tháng 5 – Secret: Hyosung và Jieun
- 16 tháng 5 - B1A4: Jin-young và Baro
- 23 tháng 5 - Shinhwa: Minwoo, Hyesung và Jun Jin[4]
- 30 tháng 5 - Shinhwa: Minwoo và Jun Jin
- 13 tháng 6 – Lee Joon và Thunder (MBLAQ); Woori và Hyun Young (Rainbow)
- 20 tháng 6 – Lizzy và Kaeun (After School)
- 27 tháng 6 – Jaekyung and Seungah (Rainbow)
- 4 tháng 7  – HyunA, So-hyun và Gayoon (4Minute)
- 11 tháng 7 – Soyou và Bora (Sistar); Minah và Hyeri (Girl's Day)
- 18 tháng 7 – Minwoo, Jun Jin và Kim Seul-gie (Shinhwa)
- 25 tháng 7 – Minah, Sojin, Yura và Hyeri (Girl's Day)
- 1 tháng 8 – Sulli (f(x)); Chanyeol (EXO)
- 8 tháng 8 – Narsha và Miryo (Brown Eyed Girls)
- 29 tháng 8 – Danny Im và Heejun Han; Amber (f(x))
- 5 tháng 9 – Chunji và Niel (Teen Top)
- 12 tháng 9 – Yim Si-wan và Dongjun (ZE:A)
- 10 tháng 10 – Jung Joon-young
- 17 tháng 10 – Jung Joon-young; Jonghyun (Shinee)
- 7 tháng 11 – Hyungsik (ZE:A)

- 20 tháng 2 – JB và Jin-young (Got7)
- 24 tháng 7 – Son Ho-young (G.o.d) và Moon Hee-joon (H.O.T)
- 25 tháng 12 – JB, Jin-young và Jackson (Got7)

- 22 tháng 1 – Lizzy (After School)
- 29 tháng 1 – Kyungri (Nine Muses) và Kim Dong-jun (ZE:A)
- 5 tháng 2 – Kim Dong-jun (ZE:A)
- 12 tháng 2 – So-hyun và Ga-yoon (4Minute)
- 26 tháng 2 – Jin-young và BamBam (Got7)
- 23 tháng 4 – L và Woo-hyun (Infinite); Sujeong (Lovelyz)
- 4 tháng 6 – Suho (EXO)

- 7 tháng 1 – JB và Yugyeom (Got7); Nayeon và Jihyo (Twice)
- 28 tháng 1 – Nayeon và Jihyo (Twice)
- 10 tháng 3 – Yuna, Hyejeong và Chanmi (AOA)
- 17 và 24 tháng 3 – Jeongyeon và Chaeyoung (Twice
- 7 tháng 4 – Jeongyeon và Chaeyoung (Twice
- 5, 12, 19 và 26 tháng 5 – Mingyu và Jeonghan (Seventeen)
- 9 và 16 tháng 6 – Mingyu và Jeonghan (Seventeen)
- 7, 14 và 21 tháng 7 – Mingyu và Jeonghan (Seventeen)
- 28 tháng 7 – Doyoung và Taeyong (NCT)
- 11 tháng 8 – Doyoung và Yuta NCT)
- 18 tháng 8 – Doyoung và Jaehyun NCT)
- 25 tháng 8 – Doyoung và Mark NCT)
- 1 tháng 9 – Somi và Yoojung (I.O.I)
- 8 và 22 tháng 9 – Doyoung và Jeno (NCT)
- 29 tháng 9 – Seulgi và Joy (Red Velvet)
- 6 tháng 10 – Taemin (Shinee)
- 13 tháng 10 – BamBam, Jackson và Mark (Got7)
- 20 tháng 10 – Jimin và Jin (BTS)
- 27 tháng 10 – BamBam, Jin-young (Got7) và Sejeong (I.O.I)
- 3 tháng 11 – Dahyun, Jihyo và Mina (Twice)
- 10 tháng 11 – Nayoung và Doyeon (I.O.I); Jennie và Jisoo (Blackpink); Hyolyn (Sistar); Kyuhyun (Super Junior); N (VIXX)
- 15 tháng 12 – Moonbin (ASTRO) và ZN (Laboum)
- 22 tháng 12 – Joshua và Hoshi (Seventeen)

- 5 tháng 1 – Joshua và Hoshi (Seventeen)
- 12 và 26 tháng 1 – Vernon và Wonwoo (Seventeen)
- 19 tháng 1 – ChoA và Hyejeong (AOA)
- 9 tháng 2 – Seulgi và Yeri (Red Velvet)
- 16 tháng 2 – Seulgi và Wendy (Red Velvet); Jaehyun (NCT)
- 23 tháng 2 – Chaeyoung và Mina (Twice)
- 2 tháng 3 – Sejeong và Mina (Gugudan)
- 9 tháng 3 – Sungjae (BTOB)
- 16 tháng 3 – JB và Mark (Got7)
- 23 tháng 3 – Gikwang và Dongwoon (Highlight)
- 6 tháng 4 – Youngjae và Yugyeom (Got7)
- 13 tháng 4 – Jungshin (CNBLUE)
- 20 tháng 4 – Kyulkyung và Nayoung (Pristin); Hani (EXID)
- 27 tháng 4 và 4 tháng 5 – Hyojung và Jiho (Oh My Girl); Niel (Teen Top)
- 11 tháng 5 – HyunA, Hui và E'Dawn (Triple H)
- 18 tháng 5 – Hongbin, Hyuk và N (VIXX)
- 1 tháng 6 – Chaeyoung và Jihyo ((Twice); Wonpil và Young K (Day6)
- 8 tháng 6 – Eunseo và SeolA (WJSN); Hongki (F.T. Island)
- 15 tháng 6 – Jaehyun (NCT), Naeun (April) và Wonpil (Day6)
- 22 và 29 tháng 6 – Hyungwon và Kihyun (Monsta X); Kyungri (Nine Muses)
- 13 tháng 7 – Taeyong (NCT); Joy và Yeri (Red Velvet)
- 20 tháng 7 – Seulgi và Wendy (Red Velvet)
- 27 tháng 7 – Bona, Cheng Xiao và Eunseo (WJSN)
- 3 tháng 8 – Young K và Wonpil (Day6); JB (Got7/JJ Project)
- 10 tháng 8 – Doyeon và Yoojung (Weki Meki)
- 17 tháng 8 – Minhyun và Seongwoo (Wanna One)
- 24 tháng 8 – Eunwoo và Nayoung (Pristin)
- 7 tháng 9 – Haechan và Jeno (NCT Dream)
- 14 tháng 9 – Eunha và SinB (GFriend); Jeong Se-woon
- 21 tháng 9 – Daehyun và Youngjae (B.A.P); Naeun (April)
- 28 tháng 9 – Rap Monster, J-Hope và Jimin (BTS)
- 19 tháng 10 – Changsub, Ilhoon và Sungjae (BTOB)
- 26 tháng 10 – Heehyeon (DIA), Rowoon (SF9) và Chunji (Teen Top)
- 2 tháng 11 – Jihyo, Chaeyoung và Mina (Twice)
- 9 tháng 11 – Dahyun, Momo và Nayeon (Twice)
- 21 tháng 12 – Hani (EXID), Kihyun (Monsta X) và Moonbin (ASTRO)

- 11 tháng 1 – Sungkyu và Woohyun (Infinite)
- 18 tháng 1 – Sungkyu và Dongwoo (Infinite)
- 25 tháng 1 – Arin, Hyojung và Jiho (Oh My Girl)
- 1 tháng 2 – Seulgi và Wendy (Red Velvet); Hyeyeon và Hana (Gugudan)
- 8 tháng 2 – Hoshi, Jeonghan và Wonwoo (Seventeen)
- 22 tháng 2 – Doyoung và Taeyong (NCT U)
- 1 tháng 3 – Jungwoo và Taeyong (NCT U)
- 8 tháng 3 – Doyeon (Weki Meki) và Rowoon (SF9)
- 15 tháng 3 – BamBam, Jinyoung, Mark và Yugyeom (Got7)
- 22 tháng 3 – DK, Hoshi và Seungkwan (Seventeen/BSS)
- 29 tháng 3 – Doyoung và Jaehyun (NCT 127)
- 5 tháng 4 – Kihyun, Shownu và Wonho (Monsta X)
- 12 tháng 4 – Chaeyoung, Nayeon và Tzuyu (Twice)
- 19 tháng 4 – Daehwi và Minhyun (Wanna One)
- 26 tháng 4 – Daehwi (Wanna One), Sana (Twice) và Chungha
- 3 tháng 5 – Johnny (NCT 127), Umji (GFriend) và Moonbin (ASTRO)
- 10 tháng 5 – Daehwi (Wanna One); Binnie và Hyojung (Oh My Girl)

## Danh sách Quán quân

### 2004
Tháng 7
- 07.29 – BoA1st – "My Name"1st [950 điểm]

Tháng 8
- 08.05 – TVXQ1st – "The Way U Are"1st
- 08.12 – TVXQ2nd – "The Way U Are"2nd
- 08.19 – TVXQ3rd – "The Way U Are"3rd
- 08.26 – Se7en1st – 열정 ("Passion")1st

Tháng 9
- 09.02 – Se7en2nd – 열정 ("Passion")2nd
- 09.09 – Se7en3rd – 열정 ("Passion")3rd
- 09.16 – Lee Seung-Chul1st – 긴 하루 ("Long Day")1st
- 09.23 – Lee Seung-Chul2nd – 긴 하루 ("Long Day")2nd
- 09.30 – Shinhwa1st – "Brand New"1st [924 điểm]

Tháng 10
- 10.07 – Shinhwa2nd – "Brand New"2nd [964 điểm]
- 10.14 – Shinhwa3rd – "Brand New"3rd [971 điểm]
- 10.21 – Không phát sóng
- 10.28 – Lee Soo Young1st – 휠릴리 ("Hwilili")1st

Tháng 11
- 11.04 – Rain1st – "It's Raining"1st
- 11.11 – Rain2nd – "It's Raining"2nd
- 11.18 – Không phát sóng
- 11.25 – TVXQ4th – 믿어요 ("Believe")1st

Tháng 12
- 12.02 – TVXQ5th – 믿어요 ("Believe")2nd
- 12.09 – TVXQ6th – 믿어요 ("Believe")3rd
- 12.16 – Wheesung1st – 불치병 ("Incurable")1st
- 12.23 – Wheesung2nd – 불치병 ("Incurable")2nd
- 12.30 – Không phát sóng

### 2005
Tháng 1
- 01.06 – M.C. the MAX1st – 행복하지 말아요 ("Don't Say You're Happy")1st
- 01.27 – g.o.d.1st – 보통날 ("An Ordinary Day")1st

Tháng 2
- 02.03 – M.C. the MAX2nd – 행복하지 말아요 ("Don't Say You're Happy")2nd
- 02.17 – Chae Yeon1st – 둘이서 ("Two of Us")1st
- 02.23 – Chae Yeon2nd – 둘이서 ("Two of Us")2nd

Tháng 3
- 03.03 – Tei1st – 사랑은...하나다 ("Love Is... Only One")1st
- 03.17 – Jo Sungmo1st – "Mr. Flower"1st
- 03.31 – Buzz1st – 겁쟁이 ("Coward")1st

Tháng 4
- 04.07 – Buzz2nd – 겁쟁이 ("Coward")2nd
- 04.21 – Buzz3rd – 겁쟁이 ("Coward")3rd
- 04.28 – Jewelry1st – "Super Star"1st

Tháng 5
- 05.26 – Shin Hye Sung1st – 같은 생각 ("Same Idea")1st

Tháng 6
- 06.23 – Yoon Do Hyun1st – 사랑했나봐 ("I Think I Loved You")1st
- 06.30 – MC Mong1st – 천하무적 ("Invincible")1st

Tháng 7
- 07.07 – Buzz4th – 나에게로 떠나는 여행 ("Leaving on a Journey to Me")1st
- 07.28 – BoA2nd – "Girls on Top"1st

Tháng 9
- 09.15 – SS5011st – "Never Again"1st [900 điểm]

Tháng 10
- 10.13 – TVXQ7th – "Rising Sun"1st [942 điểm]
- 10.27 – M (Lee Min Woo)1st – "Bump"1st

### 2006
Tháng 1
- 01.05 – SS5012nd – "Snow Prince"1st [925 điểm]
- 01.19 – SS5013rd – "Snow Prince"2nd [945 điểm]

Tháng 2
- 02.02 – M.C. the MAX3rd – 사랑은 아프려고 하는 거죠 ("We Love To Be Hurt")1st [917 điểm]
- 02.16 – Fly to the Sky1st – 남자답게 ("Like a Man")1st [898 điểm]

Tháng 3
- 03.02 – Lee Seung Gi1st – 하기 힘든 말 ("Words That Are Hard To Say") 1st [943 điểm]
- 03.16 – Lee Hyori1st – "Get Ya!"1st [943 điểm]
- 03.30 – Lee Seung Gi2nd – 하기 힘든 말 ("Words That Are Hard To Say") 2nd [915 điểm]

Tháng 4
- 04.27 – Se7en4th – 난 알아요 ("I Know")1st [936 điểm]

Tháng 5
- 05.11 – SG Wannabe1st – 내 사람 ("Partner For Life")1st [911 điểm]
- 05.18 – SG Wannabe2nd – 내 사람 ("Partner For Life")2nd [905 điểm]

Tháng 6
- 06.01 – Buzz5th – 남자를 몰라 ("Don't Know Men")1st [902 điểm]
- 06.22 – Shinhwa4th – "Once In A Lifetime"1st [909 điểm]

Tháng 7
- 07.06 – Super Junior1st – "U"1st [914 điểm]
- 07.20 – Super Junior2nd – "U"2nd [931 điểm]

Tháng 8
- 08.03 – SG Wannabe3rd – 사랑했어요 ("I Loved You")1st [912 điểm]
- 08.17 – SG Wannabe4th – 사랑했어요 ("I Loved You")2nd [890 điểm]
- 08.31 – Super Junior3rd – "Dancing Out"1st [910 điểm]

Tháng 9
- 09.14 – PSY1st – 연예인 ("Entertainer")1st [922 điểm]
- 09.28 – Lee Seung Gi3rd – 제발 ("Please")1st [904 điểm]

Tháng 10
- 10.12 – Lee Seung Gi4th – 제발 ("Please")2nd [914 điểm]
- 10.26 – TVXQ8th – "O"-正.反.合. (""O"-Jung.Ban.Hap.")1st [943 điểm]

Tháng 11
- 11.09 – TVXQ9th – "O"-正.反.合. (""O"-Jung.Ban.Hap.")2nd [941 điểm]

Tháng 12
- 12.07 – TVXQ10th – 풍선 ("Balloons")1st [902 điểm]
- 12.21 – SG Wannabe5th – 사랑가 ("Song of Love")1st [885 điểm]

### 2007
Tháng 1
- 01.04 – Son Hoyoung1st – 사랑은 이별을 데리고 오다 ("Love Brings Separation")1st [868 điểm]
- 01.18 – SS5014th – "4 Chance"1st [879 điểm]

Tháng 2
- 02.01 – SS5015th – "4 Chance"2nd [883 điểm]
- 02.15 – Epik High1st – "Fan"1st [951 điểm]

Tháng 3
- 03.01 – Epik High2nd – "Fan"2nd [936 điểm]
- 03.15 – Epik High3rd – "Fan"3rd [931 điểm]
- 03.29 – IVY1st – 유혹의 소나타 ("Sonata of Temptation")1st [919 điểm]

Tháng 4
- 04.26 – SG Wannabe6th – 아리랑 ("Arirang")1st [933 điểm]

Tháng 5
- 05.10 – IVY2nd – 이럴거면 ("If You're Gonna Be Like This")1st [930 điểm]
- 05.24 – SG Wannabe7th – 한여름 날의 꿈 ("One Summer's Day Dream")1st [919 điểm]

Tháng 6
- 06.07 – The Grace1st – 한번 더, OK? ("One More Time, OK?")1st [903 điểm]
- 06.21 – Yangpa1st – 사랑.. 그게 뭔데 ("Love.. What is it?")1st [897 điểm]

Tháng 7
- 07.05 – SeeYa1st – 사랑의 인사 ("Love's Greeting")1st [942 điểm]
- 07.19 – FTISLAND1st – 사랑앓이 ("Love Sick")1st [897 điểm]
- 07.26 – FTISLAND2nd – 사랑앓이 ("Love Sick")2nd [876 điểm]

Tháng 8
- 08.16 – Fly to the Sky2nd – "My Angel"1st [896 điểm]
- 08.30 – SeeYa2nd – 결혼할까요 ("Shall We Marry")1st [887 điểm]

Tháng 9
- 09.13 – Lee Seung Gi5th – 착한 거짓말 ("White Lie")1st [940 điểm]
- 09.27 – BIGBANG1st – 거짓말 ("Lies")1st [929 điểm]

Tháng 10
- 10.11 – Girls' Generation1st – 다시 만난 세계 ("Into the New World")1st [889 điểm]
- 10.25 – BIGBANG2nd – 거짓말 ("Lies")2nd [898 điểm]

Tháng 11
- 11.01 – Super Junior4th – 돈 돈! ("Don't Don")1st, V.O.S1st – 매일매일 ("Everyday Everyday")1st [851 điểm]
- 11.08 – Wonder Girls1st – "Tell Me"1st [900 điểm]

Tháng 12
- 12.06 – Girls' Generation2nd – 소녀시대 ("Girls' Generation")1st [932 điểm]
- 12.20 – Girls' Generation3rd – 소녀시대 ("Girls' Generation")2nd [885 điểm]

### 2008
Tháng 1
- 01.17 – BIGBANG3rd – 마지막 인사 ("Last Farewell")1st [939 điểm]
- 01.31 – SeeYa3rd – 슬픈 발걸음 ("Sad Footsteps")1st [914 điểm]

Tháng 2
- 02.14 – Girls' Generation4th – "Kissing You"1st [927 điểm]
- 02.28 – Girls' Generation5th – "Kissing You"2nd [965 điểm]

Tháng 3
- 03.13 – Jewelry2nd – "One More Time"1st [924 điểm]
- 03.27 – Gummy1st – 미안해요 ("I'm Sorry")1st [916 điểm]

Tháng 4
- 04.10 – Girls' Generation6th – "Baby Baby"1st [919 điểm]
- 04.24 – Lee Seung Gi6th – 다 줄거야 ("I'll Give You My Everything")1st [949 điểm]

Tháng 5
- 05.08 – MC Mong2nd – 서커스 ("Circus")1st [912 điểm]
- 05.22 – MC Mong3rd – 서커스 ("Circus")2nd [943 điểm]

Tháng 6
- 06.12 – MC Mong4th – 서커스 ("Circus")3rd [923 điểm]
- 06.19 – Taeyang1st – 나만 바라봐 ("Look Only At Me")1st [936 điểm]
- 06.26 – Taeyang2nd – 나만 바라봐 ("Look Only At Me")2nd [951 điểm]

Tháng 7
- 07.03 – Taeyang3rd – 나만 바라봐 ("Look Only At Me")3rd [942 điểm]
- 07.10 – Wonder Girls2nd – "So Hot"1st [939 điểm]
- 07.17 – Wonder Girls3rd – "So Hot"2nd [945 điểm]
- 07.24 – Wonder Girls4th – "So Hot"3rd [944 điểm]
- 07.31 – Lee Hyori2nd – "U-Go-Girl"1st [944 điểm] [Best Of July]

Tháng 8
- 08.14 – Lee Hyori3rd – "U-Go-Girl" 2nd [939 điểm]
- 08.21 – Lee Hyori4th – "U-Go-Girl" 3rd [936 điểm]
- 08.28 – BIGBANG 4th – 하루하루 ("Day By Day")1st [950 điểm] [Best Of August]

Tháng 9
- 09.04 – BIGBANG5th – 하루하루 ("Day By Day")2nd [955 điểm]
- 09.11 – BIGBANG6th – 하루하루 ("Day By Day")3rd [946 điểm]
- 09.18 – SHINee1st – 산소같은 너 ("Love Like Oxygen")1st [921 điểm]
- 09.25 – BIGBANG7th – 하루하루 ("Day By Day")4th [960 điểm] [September Only One Song]

Tháng 10
- 10.02 – FTISLAND3rd – 사랑후애 ("After Love")1st [939 điểm]
- 10.09 – TVXQ11th – 주문-MIROTIC ("Mirotic")1st [950 điểm]
- 10.23 – TVXQ12th – 주문-MIROTIC ("Mirotic")2nd [952 điểm]
- 10.30 – TVXQ13th – 주문-MIROTIC ("Mirotic")3rd [963 điểm] [October Only One Song]

Tháng 11
- 11.06 – Rain3rd – "Rainism"1st [933 điểm]
- 11.27 – Rain4th – "Rainism"2nd [939 điểm] [November Only One Song]

Tháng 12
- 12.04 – BIGBANG8th - 붉은 노을 ("Sunset Glow") 1st [949 điểm]

### 2009
Tháng 1
- 01.08 – SS5016th – "U R Man"1st [938 điểm]
- 01.15 – SS5017th – "U R Man"2nd [928 điểm]
- 01.22 – Seungri1st – "Strong Baby"1st [953 điểm]

Tháng 2
- 02.05 – Seungri2nd – "Strong Baby"2nd [946 điểm]
- 02.19 – Seungri3rd – "Strong Baby"3rd [951 điểm]
- 02.26 – Seungri4th – "Strong Baby"4th [942 điểm] [February Only One Song]

Tháng 3
- 03.05 – KARA1st – "Honey"1st [933 điểm]
- 03.12 – KARA2nd – "Honey"2nd [960 điểm]
- 03.26 – KARA3rd – "Honey"3rd [953.0 điểm] [March Only One Song]

Tháng 4
- 04.02 – Davichi1st – "82821st [961.4 điểm]
- 04.09 – Super Junior5th – "Sorry, Sorry"1st [968.0 điểm]
- 04.16 – Son Dambi1st – 토요일 밤에 ("Saturday Night")1st [948.1 điểm]
- 04.23 – Super Junior6th – "Sorry, Sorry"2nd [958.0 điểm]
- 04.30 – Davichi2nd – "8282"2nd [956.2 điểm] [April Only One Song]

Tháng 5
- 05.07 – 2PM1st – "Again & Again"1st [970.2 điểm]
- 05.14 – 2PM2nd – "Again & Again"2nd [973.4 điểm]
- 05.21 – 2PM3rd – "Again & Again"3rd [975.0 điểm]
- 05.28 – 2PM4th – "Again & Again"4th [946.5 điểm] [May Only One Song]

Tháng 6
- 06.04 – SG Wannabe8th – 사랑해 ("I Love You")1st [945.1 điểm]
- 06.12 – SG Wannabe9th – 사랑해 ("I Love You")2nd [938.1 điểm]
- 06.18 – V.O.S1st – 큰일이다 ("Trouble")1st [941.9 điểm]
- 06.25 – V.O.S2nd – 큰일이다 ("Trouble")2nd [946.0 điểm] [June Only One Song]

Tháng 7
- 07.02 – 2PM5th – 니가 밉다 ("I Hate You")1st [941.3 điểm]
- 07.09 – 2PM6th – 니가 밉다 ("I Hate You")2nd [968.0 điểm]
- 07.16 – 2PM7th – 니가 밉다 ("I Hate You")3rd [969.8 điểm]
- 07.23 – 2NE11st – "I Don't Care"1st [977.9 điểm]
- 07.30 – 2PM8th – 니가 밉다 ("I Hate You")4th [962.6 điểm] [July Only One Song]

Tháng 8
- 08.06 – 2NE12nd – "I Don't Care"2nd [979.8 điểm]
- 08.13 – 2NE13rd – "I Don't Care"3rd [981.3 điểm]
- 08.20 – Brown Eyed Girls1st – "Abracadabra"1st [944.5 điểm]
- 08.27 – 2NE14th – "I Don't Care" 4th [978.2 điểm] [August Only One Song]

Tháng 9
- 09.03 – Brown Eyed Girls2nd – "Abracadabra"2nd [970.9 điểm]
- 09.10 – G-Dragon1st – "Heartbreaker"1st [973.2 điểm]
- 09.17 – G-Dragon2nd – "Heartbreaker"2nd [974.5 điểm]
- 09.24 – G-Dragon3rd – "Heartbreaker"3rd [975.7 điểm] [September Only One Song]

Tháng 10
- 10.01 – 4Minute1st – "Muzik"1st [959.7 điểm]
- 10.08 – Park Hyo Shin1st – 사랑한 후에 ("After Love")1st [959.0 điểm]
- 10.15 – Kim Tae-woo1st – 사랑비 ("Love Rain")1st [952.9 điểm]
- 10.22 – Kim Tae-woo2nd – 사랑비 ("Love Rain")2nd
- 10.29 – Park Hyo Shin2nd – 사랑한 후에 ("After Love")2nd [958.0 điểm] [October Only One Song]

Tháng 11
- 11.05 – SHINee2nd – "Ring Ding Dong"1st [972.6 điểm]

### 2010
Tháng 2
- 02.25 – 2AM1st – 죽어도 못 보내 ("Can't Let You Go Even If I Die")1st [976 điểm]

Tháng 3
- 03.04 – KARA4th – 루팡 ("Lupin")1st [938 điểm]
- 03.11 – KARA5th – 루팡 ("Lupin")2nd [931 điểm]
- 03.18 – T-ARA1st – 너 때문에 미쳐 ("I Go Crazy Because Of You")1st [938 điểm]
- 03.25 – BEAST1st – "Shock"1st [918 điểm]

Tháng 4
- 04.01 – 2AM2nd – 잘못했어 ("I Did Wrong")1st [938 điểm]
- 04.08 – Rain5th – 널 붙잡을 노래 ("Love Song")1st [926 điểm]
- 04.15 – Rain6th – 널 붙잡을 노래 ("Love Song")2nd [959 điểm]
- 04.22 – Lee Hyori5th – "Chitty Chitty Bang Bang"1st [942 điểm]
- 04.29 – 2PM9th – "Without U"1st [943 điểm]

Tháng 5
- 05.06 – 2PM10th – "Without U"2nd [930 điểm]
- 05.13 – 2PM11th – "Without U"3rd [931 điểm]
- 05.20 – Seo In-guk1st – 사랑해 U ("Love U")1st [939 điểm]
- 05.27 – Wonder Girls5th – "2 Different Tears"1st [927 điểm]

Tháng 6
- 06.03 – MBLAQ1st – "Y"1st [930 điểm]
- 06.10 – CNBLUE1st – "Love"1st [868 điểm][5]
- 06.17 – 4Minute2nd – "HuH"1st [859 điểm]
- 06.24 – Seo In Young1st – 사랑이라 쓰고 아픔이라 부른다 ("Goodbye Romance")1st [907 điểm]

Tháng 7
- 07.01 – CNBLUE2nd – "Love"2nd [922 điểm]
- 07.08 – Taeyang4th – "I Need a Girl"1st [964 điểm]
- 07.15 – Taeyang5th – "I Need a Girl"2nd [939 điểm]
- 07.22 – miss A1st – "Bad Girl Good Girl"1st [940 điểm]
- 07.29 – Se7en5th – "Better Together"1st [940 điểm]

Tháng 8
- 08.05 – Se7en6th – "Better Together"2nd [920 điểm]
- 08.12 – G.NA1st – 꺼져줄게 잘 살아 ("I'll Back Off So You Can Live Better")1st [905 điểm]
- 08.19 – DJ DOC1st – 나 이런 사람이야 ("I'm This Person")1st [912 điểm]
- 08.26 – Không phát sóng (Jo Sungmo2nd – 바람필래 ("I Wanna Cheat"))1st

Tháng 9
- 09.02 – Taeyang6th – "I'll Be There"1st [914 điểm]
- 09.09 – FTISLAND4th – 사랑 사랑 사랑 ("Love Love Love")1st [935 điểm]
- 09.16 – 2NE15th – 박수쳐 ("Clap Your Hands")1st [930 điểm]
- 09.23 – Không phát sóng (2NE16th – "Can't Nobody")1st
- 09.30 – 2NE17th – "Can't Nobody"2nd [927 điểm]

Tháng 10
- 10.07 – 2NE18th – "Can't Nobody"3rd [887 điểm]
- 10.14 – BEAST2nd – 숨 ("Breath")1st [924 điểm]
- 10.21 – miss A2nd – "Breathe"1st [892 điểm]
- 10.28 – 2PM12th – "I'll Be Back"1st [951 điểm]

Tháng 11
- 11.04 – 2PM13th – "I'll Be Back"2nd [946 điểm]
- 11.11 – PSY2nd – "Right Now"1st [907 điểm]

Tháng 12
- 12.09 – T-ARA2nd – 왜 이러니 ("Why Are You Being Like This")1st [920 điểm]
- 12.16 – T-ARA3rd – "Yayaya"1st [907 điểm]
- 12.23 – IU1st – 좋은 날 ("Good Day")1st [901 điểm]
- 12.30 – G-Dragon & T.O.P1st – "Oh Yeah"1st [943 điểm]

### 2011
Tháng 1
- 01.06 – G-Dragon & T.O.P2nd – "High High"1st [951 điểm]
- 01.13 – SECRET1st – "Shy Boy"1st [847 điểm]
- 01.20 – TVXQ14th – 왜 ("Keep Your Head Down")1st [954 điểm]
- 01.27 – Seungri5th - "V.V.I.P"1st [963 điểm]

Tháng 2
- 02.03 – Không phát sóng (Seungri6th – 어쩌라고 ("What Can I Do"))1st
- 02.10 – Seungri7th – "어쩌라고 ("What Can I Do")"2nd [943 điểm]
- 02.17 – G.NA2nd – "Black & White"1st [941 điểm]
- 02.24 – G.NA3rd – "Black & White"2nd [907 điểm]

Tháng 3
- 03.03 – BIGBANG9th – "Tonight"1st [952 điểm]
- 03.10 – BIGBANG10th – "Tonight"2nd [9,090 điểm]
- 03.17 – BIGBANG11th – "Tonight"3rd [9,171 điểm]
- 03.24 – Wheesung3rd – 가슴 시린 이야기 ("Heart Aching Story")1st [8,999 điểm]
- 03.31 – CNBLUE3rd – 직감 ("Intuition")1st [9,255 điểm]

Tháng 4
- 04.07 – CNBLUE4th – 직감 ("Intuition")2nd [9,654 điểm]
- 04.14 – CNBLUE5th – 직감 ("Intuition")3rd [8,901 điểm]
- 04.21 – 4Minute3rd – 거울아 거울아 ("Mirror Mirror")1st [9,117 điểm]
- 04.28 – BIGBANG12th – "Love Song"1st [8,901 điểm]

Tháng 5
- 05.05 – f(x)1st – 피노키오 ("Danger")1st [8,845 điểm]
- 05.12 – f(x)2nd – 피노키오 ("Danger")2nd [8,675 điểm]
- 05.19 – f(x)3rd – 피노키오 ("Danger")3rd [8,301 điểm]
- 05.26 – BEAST3rd – "Fiction"1st [9,136 điểm]

Tháng 6
- 06.02 – BEAST4th – "Fiction"2nd [9,253 điểm]
- 06.09 – BEAST5th – "Fiction"3rd [9,191 điểm]
- 06.16 – Kim Hyun Joong1st – "Break Down"1st [8,078 điểm]
- 06.23 – Kim Hyun Joong2nd – "Break Down"2nd [8,561 điểm]
- 06.30 – f(x)4th – "Hot Summer"1st [8,919 điểm]

Tháng 7
- 07.07 – Không phát sóng (2PM14th – "Hands Up")1st
- 07.14 – T-ARA4th – "Roly-Poly"1st [9,130 điểm]
- 07.21 – T-ARA5th – "Roly-Poly"2nd [8,864 điểm]
- 07.28 – miss A3rd – "Good-bye Baby"1st [8,616 điểm]

Tháng 8
- 08.04 – 2NE19th – "Ugly"1st [8,946 điểm]
- 08.11 – Super Junior7th – "Mr. Simple"1st [9,036 điểm]
- 08.18 – Super Junior8th – "Mr. Simple"2nd [9,155 điểm]
- 08.25 – Super Junior9th – "Mr. Simple"3rd [8,540 điểm]

Tháng 9
- 09.01 – Infinite1st – 내꺼하자 ("Be Mine")1st [8,775 điểm]
- 09.08 – Infinite2nd – 내꺼하자 ("Be Mine")2nd [8,241 điểm]
- 09.15 – KARA6th – "Step"1st [9,016 điểm]
- 09.22 – KARA7th – "Step"2nd [9,314 điểm]
- 09.29 – Huh Gak1st – "Hello"1st [8,746 điểm]

Tháng 10
- 10.06 – Không phát sóng (Brown Eyed Girls3rd – "Sixth Sense")1st
- 10.13 – Infinite3rd – 파라다이스 (Paradise)1st [9,072 điểm]
- 10.20 – Brown Eyed Girls4th – "Sixth Sense"2nd [7,674 điểm]
- 10.27 – Girls' Generation7th – "The Boys"1st [9,180 điểm]

Tháng 11
- 11.03 – Không phát sóng (Girls' Generation8th – "The Boys")2nd
- 11.10 – Girls' Generation9th – "The Boys"3rd [8,805 điểm]
- 11.17 – Wonder Girls6th – "Be My Baby"1st [9,290 điểm]
- 11.24 – Không phát sóng (Wonder Girls7th – "Be My Baby")2nd

Tháng 12
- 12.01 – Không phát sóng (T-ARA6th – "Cry Cry")1st
- 12.08 – T-ARA7th – "Cry Cry"2nd [8,757 điểm]
- 12.15 – Trouble Maker (HyunA1st & HyunSeung1st) – "Trouble Maker"1st [9,167 điểm]
- 12.22 – Trouble Maker (HyunA2nd & HyunSeung2nd) – "Trouble Maker"2nd [9,043 điểm]
- 12.29 – Trouble Maker (HyunA3rd & HyunSeung3rd) – "Trouble Maker"3rd [8,972 điểm]

### 2012
Tháng 1
- 01.05 – A Pink1st – "My My"1st [8,224 điểm]
- 01.12 – T-ARA8th – "Lovey-Dovey"1st [8,097 điểm]
- 01.19 – T-ARA9th – "Lovey-Dovey"2nd [8,588 điểm]
- 01.26 – MBLAQ2nd – 전쟁이야 ("This Is War")1st [8,865 điểm]

Tháng 2
- 02.02 – MBLAQ3rd – 전쟁이야 ("This Is War")2nd [8,869 điểm]
- 02.09 – FTISLAND5th – 지독하게 ("Severely")1st [8,637 điểm]
- 02.16 – Se7en7th – 내가 노래를 못해도 ("When I Can't Sing")1st [8,876 điểm]
- 02.23 – FTISLAND6th – 지독하게 ("Severely")2nd [8,689 điểm]

Tháng 3
- 03.01 – miss A4th – "Touch"1st [8,734 điểm]
- 03.08 – BIGBANG13th – "Blue"1st [9,081 điểm]
- 03.15 – BIGBANG14th – "Fantastic Baby"1st [9,096 điểm]
- 03.22 – BIGBANG15th – "Fantastic Baby"2nd [9,204 điểm]
- 03.29 – SHINee3rd – "Sherlock•셜록 (Clue + Note)"1st [9,081 điểm]

Tháng 4
- 04.05 – CNBLUE6th – "Hey You"1st [8,864 điểm]
- 04.12 – Busker Busker1st – 벚꽃 엔딩 ("Cherry Blossom Ending")1st [8,577 điểm]
- 04.19 – Shinhwa5th – "Venus"1st [8,810 điểm][6]
- 04.26 – Không phát sóng <M! Countdown Hello Japan> (SISTAR1st – 나혼자 ("Alone"))1st [8,182 điểm]

Tháng 5
- 05.03 – 4Minute4th – "Volume Up"1st [8,105 điểm]
- 05.10 – Girls' Generation-TTS1st – "Twinkle"1st [9,355 điểm]
- 05.17 – Girls' Generation-TTS2nd – "Twinkle"2nd [9,357 điểm]
- 05.24 – Girls' Generation-TTS3rd – "Twinkle"3rd [8,831 điểm]
- 05.31 – Không phát sóng (Infinite4th – 추격자 ("The Chaser"))1st

Tháng 6
- 06.07 – Infinite5th – 추격자 ("The Chaser")2nd [8,703 điểm]
- 06.14 – Infinite6th – 추격자 ("The Chaser")3rd [8,422 điểm]
- 06.21 – f(x)5th – "Electric Shock"1st [9,296 điểm]
- 06.28 – Không phát sóng <Mnet 20's Choice Awards> (f(x)6th – "Electric Shock")2nd [7]

Tháng 7
- 07.05 – f(x)7th – "Electric Shock"3rd [8,940 điểm]
- 07.12 – Super Junior10th – "Sexy, Free & Single"1st [8,837 điểm]
- 07.19 – Super Junior11th – "Sexy, Free & Single"2nd [8,658 điểm]
- 07.26 – Super Junior12th – "Sexy, Free & Single"3rd [8,432 điểm]

Tháng 8
- 08.02 – BEAST6th – 아름다운 밤이야 ("Beautiful Night")1st [8,696 điểm]
- 08.09 – BEAST7th – 아름다운 밤이야 ("Beautiful Night")2nd [8,876 điểm]
- 08.16 – BEAST8th – 아름다운 밤이야 ("Beautiful Night")3rd [8,951 điểm]
- 08.23 – PSY3rd – 강남스타일 ("Gangnam Style")1st [8,423 điểm]
- 08.30 – PSY4th – 강남스타일 ("Gangnam Style")2nd [8,561 điểm]

Tháng 9
- 09.06 – PSY5th – 강남스타일 ("Gangnam Style")3rd [8,637 điểm]
- 09.13 – KARA8th – "Pandora"1st [8,515 điểm]
- 09.20 – FTISLAND7th – 좋겠어 ("I Wish")1st [7,264 điểm]
- 09.27 – G-Dragon4th – 크레용 ("Crayon")1st [8,924 điểm]

Tháng 10
- 10.04 – Không phát sóng (G-Dragon5th – 크레용 ("Crayon"))2nd [8]
- 10.11 – Không phát sóng <M! Countdown Smile Thailand> (G-Dragon6th – 크레용 ("Crayon"))3rd [9]
- 10.18 – Ga-In1st – 피어나 ("Bloom")1st [7,533 điểm]
- 10.25 – Không phát sóng <Style Icon Awards 2012> (K.Will1st – 이러지마 제발 ("Please Don't...")1st [10]

Tháng 11
- 11.01 – K.Will2nd – 이러지마 제발 ("Please Don't...")2nd [8,418 điểm]
- 11.08 – Lee Hi1st – "1,2,3,4"1st [7,890 điểm]
- 11.15 – Lee Hi2nd – "1,2,3,4"2nd [8,454 điểm]
- 11.22 – Không phát sóng (Lee Hi3rd – "1,2,3,4")3rd [11]
- 11.29 – Không phát sóng (Lee Seung Gi7th – 되돌리다 ("Return"))1st [12]

Tháng 12
- 12.06 – Không phát sóng (Lee Seung Gi8th – 되돌리다 ("Return"))2nd [13]
- 12.13 – Lee Seung Gi9th – 되돌리다 ("Return")3rd [8,593 điểm]
- 12.20 – Yang Yoseob1st – 카페인 ("Caffeine")1st [9,267 điểm]
- 12.27 – Không phát sóng (Yang Yoseob2nd – 카페인 ("Caffeine"))2nd [14]

### 2013
Tháng 1
- 03.01 – Yang Yoseob3rd – 카페인 ("Caffeine")3rd [9,795 điểm]
- 10.01 – Girls' Generation10th – "I Got a Boy"1st [10,000 điểm]
- 17.01 – Girls' Generation11th – "I Got a Boy"2nd [9,988 điểm]
- 24.01 – Girls' Generation12th – "I Got a Boy"3rd [8,367 điểm]
- 31.01 – Baechigi1st – 눈물샤워 ("Shower Of Tears")1st [8,326 điểm]

Tháng 2
- 07.02 – SISTAR191st – 있다 없으니까 ("Gone Not Around Any Longer")1st [8,086 điểm]
- 14.02 – SISTAR192nd – 있다 없으니까 ("Gone Not Around Any Longer")2nd [9,642 điểm]
- 21.02 – SISTAR193rd – 있다 없으니까 ("Gone Not Around Any Longer")3rd [9,140 điểm]
- 28.02 – SHINee4th – "Dream Girl"1st [9,168 điểm]

Tháng 3
- 07.03 – SHINee5th – "Dream Girl"2nd [9,459 điểm]
- 14.03 – SHINee6th – "Dream Girl"3rd [8,403 điểm]
- 21.03 – Lee Hi4th – "It's Over"1st [8,449 điểm]
- 28.03 – Davichi3rd – 둘이서 한잔해 ("Just The Two Of Us")1st [7,263 điểm]

Tháng 4
- 04.04 – Infinite7th – 남자가 사랑할때 ("Man In Love")1st [8,810 điểm]
- 11.04 – Lee Hi5th – "Rose"1st [8,802 điểm]
- 18.04 – PSY6th – "Gentleman"1st [point hidden]
- 25.04 – Không phát sóng <M! Countdown Nihao-Taiwan> (PSY7th – "Gentleman")2nd [8,356 điểm]

Tháng 5
- 02.05 – PSY8th – "Gentleman"3rd [8,157 điểm]
- 09.05 – 4Minute5th – 이름이 뭐예요? ("What's Your Name?")1st [7,923 điểm]
- 16.05 – 4Minute6th – 이름이 뭐예요? ("What's Your Name?")2nd [8,380 điểm]
- 23.05 – Shinhwa6th – This Love1st [8,283 điểm]
- 30.05 – Shinhwa7th – This Love2nd [8,642 điểm]

Tháng 6
- 06.06 - Không phát sóng <Dream Concert 2013> (Shinhwa8th – "This Love"3rd) [15]
- 13.06 – Lee Hyori6th – "Bad Girls"1st [6,751 điểm]
- 20.06 – SISTAR2nd – "Give It to Me"1st [7,995 điểm][16][17]
- 27.06 – SISTAR3rd – "Give It to Me"2nd [8,430 điểm]

Tháng 7
- 04.07 – SISTAR4th – "Give It to Me"3rd [8,417 điểm]
- 11.07 – Dynamic Duo1st – "BAAAM"1st [7,193 điểm]
- 18.07 – Không phát sóng <Mnet 20's Choice Awards> (2NE110th – "Falling in Love")1st
- 25.07 – INFINITE8th – Destiny1st [7,532 điểm]

Tháng 8
- 01.08 – BEAST9th – "Shadow"1st [8,373 điểm]
- 08.08 – f(x)8th – 첫 사랑니 ("Rum Pum Pum Pum")1st [9,079 điểm]
- 15.08 – 2NE111th – "Do You Love Me"1st [8,017 điểm]
- 22.08 – EXO1st – 으르렁 ("Growl")1st [8,154 điểm]
- 29.08 – Không phát sóng <M! Countdown What's Up LA> (EXO2nd – 으르렁 ("Growl"))2nd[18]

Tháng 9
- 05.09 – EXO3rd – 으르렁 ("Growl")3rd [6,817 điểm]
- 12.09 – G-Dragon7th – "Black"1st [6,604 điểm]
- 19.09 – Không phát sóng <Incheon Korean Music Wave 2013> (G-Dragon8th – "Black")2nd[19]
- 26.09 – G-Dragon9th – 삐딱하게 ("Crooked")1st [7,369 điểm]

Tháng 10
- 03.10 – Busker Busker2nd – 처음엔 사랑이란게 ("Love, at first")1st [9,419 điểm]
- 10.10 – Busker Busker3rd – 처음엔 사랑이란게 ("Love, at first")2nd [9,415 điểm]
- 17.10 – IU2nd – 분홍신 ("The Red Shoes")1st [9,052 điểm]
- 24.10 - Không phát sóng <Style Icon Awards 2013> (IU3rd – 분홍신 ("The Red Shoes"))2nd[20]
- 31.10 - SHINee7th – "Everybody"1st [6,914 điểm]

Tháng 11
- 07.11 - Trouble Maker4th - 내일은 없어 ("Now")1st [7,783 điểm]
- 14.11 - Trouble Maker5th - 내일은 없어 ("Now")2nd [8,001 điểm]
- 21.11 - Không phát sóng (Miss A5th - "Hush")1st[21]
- 28.11 - Không phát sóng <2013 Mnet Asian Music Awards Replay> (2NE112th - 그리워해요 ("Missing You"))1st[22]

Tháng 12
- 05.12 - 2NE113th - 그리워해요 ("Missing You")2nd [7,982 điểm]
- 12.12 - Hyolyn1st - 너밖에몰라 ("One Way Love")1st [8,044 điểm]

### 2014
Tháng 1
- 02.01 – Không phát sóng <M! Countdown 2014 New Year Special> (EXO6th – "Miracles in December")3rd
- 09.01 – Rain7th – "30 SEXY"1st [6,285 điểm]
- 16.01 – TVXQ15th – "Something"1st [9,244 điểm]
- 23.01 – Không phát sóng (TVXQ16th – "Something")2nd
- 30.01 – Không phát sóng (TVXQ17th – "Something")3rd

Tháng 2
- 06.02 – Girl's Day1st – "Something"1st [9,047 điểm]
- 13.02 – Girl's Day2nd – "Something"2nd [7,332 điểm]
- 20.02 – Soyou1st & JunggiGo1st – "Some"1st [8,272 điểm]
- 27.02 – Soyou2nd & JunggiGo2nd – "Some"2nd [7,252 điểm]

Tháng 3
- 06.03 – SNSD13th – "Mr.Mr."1st [9,363 điểm]
- 13.03 – SNSD14th – "Mr.Mr."2nd [10,000 điểm]
- 20.03 – 2NE114th – "Come Back Home"1st [8,869 điểm]
- 27.03 – 2NE115th – "Come Back Home"2nd [7,585 điểm]

Tháng 4
- 03.04 – Không phát sóng <M! Countdown No. 1 Artist of Spring 2014> (4Minute7th – "Whatcha Doin' Today")1st [6,555 điểm]
- 10.04 – Apink2nd – "Mr. Chu"1st [8,323 điểm]
- 17.04 – Không phát sóng (Sinking of MV Sewol) (AKMU1st – "200%")1st
- 24.04 – Không phát sóng (Sinking of MV Sewol) (AKMU2nd – "200%")2nd

Tháng 5
- 01.05 – Không phát sóng (Sinking of MV Sewol) (AKMU3rd – "200%")3rd
- 08.05 – Apink3rd – "Mr. Chu"2nd [9,577 điểm]
- 15.05 – EXO-K1st – "Overdose"1st [9,706 điểm]
- 22.05 – EXO-K2nd – "Overdose"2nd [8,368 điểm]
- 29.05 – Infinite9th – "Last Romeo"1st [6,473 điểm]

Tháng 6
- 05.06 – Infinite10th – "Last Romeo"2nd [7,063 điểm]
- 12.06 – Taeyang7th – "Eyes, Nose, Lips"1st [7,303 điểm]
- 19.06 – Taeyang8th – "Eyes, Nose, Lips"2nd [9,255 điểm]
- 26.06 – Không phát sóng (BEAST10th – "Good Luck")1st

Tháng 7
- 03.07 – Taeyang9th – "Eyes, Nose, Lips"3rd [8,353 điểm]
- 10.07 – Không phát sóng (K.Will3rd – "Day 1")1st
- 17.07 – f(x)9th – "Red Light"1st [9,772 điểm]
- 24.07 – <M! Countdown 10th Anniversary Special> B1A41st – "Solo Day"1st
- 31.07 – Sistar5th – "Touch My Body"1st [7,359 điểm]

Tháng 8
- 08.07 – Không phát sóng (Sistar6th – "Touch My Body")2nd
- 08.14 – Không phát sóng <2 Nights in LA Special> (Block B1st – "H.E.R")1st
- 08.21 – Winner1st – "Empty"1st [8,005 points]
- 08.28 – Winner2nd – "Empty"2nd [7,986 points]

Tháng 9
- 04.09 – Sistar7th – "I Swear"1st [7,661 điểm]
- 11.09 – Super Junior13th – "MAMACITA"1st [7,638 điểm]
- 18.09 – Winner3rd – "Empty"3rd [7,042 điểm]
- 25.09 – TTS4th – "Holler"1st [8,751 điểm]

Tháng 10
- 02.10 – <Special Broadcast> TTS5th – "Holler"2nd
- 09.10 – Ailee1st – "Don't Touch Me"1st [7,417 điểm]
- 16.10 – Roy Kim1st – "Home"1st [8,596 điểm]
- 23.10 – Gaeko1st – "No Make Up"1st [6,709 điểm]
- 30.10 – <Halloween & 400th Episode Highlight Broadcast> Epik High4th – "Happen Ending"1st

Tháng 11
- 06.11 – Epik High5th – "Happen Ending"2nd [7,209 điểm]
- 13.11 – Epik High6th – "Happen Ending"3rd [7,588 điểm]
- 20.11 – Kyuhyun1st – "At Gwanghwamun"1st [7,947 điểm]
- 27.11 – Không phát sóng (Kyuhyun2nd – "At Gwanghwamun")2nd

Tháng 12
- 12.04 – Không phát sóng
- 12.11 – Không phát sóng
- 12.18 – Không phát sóng (Apink4th – "LUV")1st
- 12.25 – X-Mas Special (Apink5th – "LUV")2nd [7,791 điểm]

### 2015
|   | Triple Crown                    |
|   | Điểm số cao nhất vào năm 2015   |
| — | Chương trình không được tổ chức |

| Tập | Thời gian   | Nghệ sĩ                                                          | Ca khúc                                                          | Điểm                                                             |        |
| --- | ----------- | ---------------------------------------------------------------- | ---------------------------------------------------------------- | ---------------------------------------------------------------- | ------ |
| —   | 1 tháng 1   | Không phát sóng, người chiến thắng không được công bố            | Không phát sóng, người chiến thắng không được công bố            | Không phát sóng, người chiến thắng không được công bố            |        |
| 407 | 8 tháng 1   | EXID1st, 2nd                                                     | "Up & Down"                                                      | —                                                                |        |
| 408 | 15 tháng 1  | EXID1st, 2nd                                                     | "Up & Down"                                                      | —                                                                |        |
| 409 | 22 tháng 1  | Jonghyun1st                                                      | "Déjà-Boo"                                                       | 6,995                                                            |        |
| 410 | 29 tháng 1  | Mad Clown1st                                                     | "Fire"                                                           | 7,409                                                            |        |
| 411 | 5 tháng 2   | Davichi4th                                                       | "Cry Again"                                                      | 7,238                                                            |        |
| 412 | 12 tháng 2  | Infinite H1st                                                    | "Pretty"                                                         | 7,209                                                            |        |
| —   | 19 tháng 2  | 4Minute8th, 9th                                                  | "Crazy"                                                          | —                                                                |        |
| 413 | 26 tháng 2  | 4Minute8th, 9th                                                  | "Crazy"                                                          | 8,636                                                            |        |
| 414 | 5 tháng 3   | VIXX1st                                                          | "Love Equation"                                                  | 8,403                                                            |        |
| 415 | 12 tháng 3  | Shinhwa9th, 10th, 11th                                           | "Sniper"                                                         | —                                                                |        |
| 416 | 19 tháng 3  | Shinhwa9th, 10th, 11th                                           | "Sniper"                                                         | 7,965                                                            |        |
| 417 | 26 tháng 3  | Shinhwa9th, 10th, 11th                                           | "Sniper"                                                         | 8,554                                                            |        |
| 418 | 2 tháng 4   | Red Velvet1st                                                    | "Ice Cream Cake"                                                 | 8,069                                                            |        |
| 419 | 9 tháng 4   | EXO7th, 8th                                                      | "Call Me Baby"                                                   | 7,745                                                            |        |
| 420 | 16 tháng 4  | EXO7th, 8th                                                      | "Call Me Baby"                                                   | 7,756                                                            |        |
| 421 | 23 tháng 4  | KCON Japan Special Episode, người chiến thắng không được công bố | KCON Japan Special Episode, người chiến thắng không được công bố | KCON Japan Special Episode, người chiến thắng không được công bố |        |
| 422 | 30 tháng 4  | EXO9th                                                           | "Call Me Baby"                                                   | 7,652                                                            |        |
| 423 | 7 tháng 5   | BTS1st                                                           | "I Need U"                                                       | 6,876                                                            |        |
| 424 | 14 tháng 5  | Big Bang16th, 17th                                               | "Loser"                                                          | 9,669                                                            |        |
| 425 | 21 tháng 5  | Big Bang16th, 17th                                               | "Loser"                                                          | 8,188                                                            |        |
| 426 | 28 tháng 5  | Shinee8th, 9th                                                   | "View"                                                           | 9,037                                                            |        |
| 427 | 4 tháng 6   | Shinee8th, 9th                                                   | "View"                                                           | 9,762                                                            |        |
| 428 | 11 tháng 6  | Big Bang18th                                                     | "Bang Bang Bang"                                                 | 9,669                                                            |        |
| 429 | 18 tháng 6  | EXO10th                                                          | "Love Me Right"                                                  | 9,238                                                            |        |
| 430 | 25 tháng 6  | Big Bang19th                                                     | "Bang Bang Bang"                                                 | 9,124                                                            |        |
| 431 | 2 tháng 7   | Sistar8th                                                        | "Shake It"                                                       | —                                                                |        |
| 432 | 9 tháng 7   | Big Bang20th                                                     | "Sober"                                                          | 8,487                                                            |        |
| 433 | 16 tháng 7  | SNSD15th                                                         | "Party"                                                          | 10,654                                                           |        |
| 434 | 23 tháng 7  | Infinite11th                                                     | "Bad"                                                            | 8,851                                                            |        |
| 435 | 30 tháng 7  | Apink6th                                                         | "Remember"                                                       | 9,244                                                            |        |
| 436 | 6 tháng 8   | BEAST11th                                                        | "YeY"                                                            | —                                                                |        |
| 437 | 13 tháng 8  | KCON LA Special Episode, người chiến thắng không được công bố    | KCON LA Special Episode, người chiến thắng không được công bố    | KCON LA Special Episode, người chiến thắng không được công bố    |        |
| 438 | 15 tháng 8  | KCON NY Special Episode, người chiến thắng không được công bố    | KCON NY Special Episode, người chiến thắng không được công bố    | KCON NY Special Episode, người chiến thắng không được công bố    |        |
| 439 | 20 tháng 8  | GD & TOP3rd                                                      | "Zutter"                                                         | 10,741                                                           |        |
| 440 | 27 tháng 8  | SNSD16th, 17th, 18th                                             | "Lion Heart"                                                     | 9,868                                                            |        |
| 441 | 3 tháng 9   | SNSD16th, 17th, 18th                                             | "Lion Heart"                                                     | style="background:#ffebd2;"                                      | 10,988 |
| 442 | 10 tháng 9  | SNSD16th, 17th, 18th                                             | "Lion Heart"                                                     | 10,961                                                           |        |
| 443 | 17 tháng 9  | Red Velvet2nd, 3rd                                               | "Dumb Dumb"                                                      | 10,085                                                           |        |
| 444 | 24 tháng 9  | Red Velvet2nd, 3rd                                               | "Dumb Dumb"                                                      | —                                                                |        |
| 445 | 1 tháng 10  | Soyou3rd & Kwon Jeong Yeol1st                                    | "Lean On Me"                                                     | 7,137                                                            |        |
| 446 | 8 tháng 10  | iKON1st                                                          | "Rhythm Ta"                                                      | 7,068                                                            |        |
| 447 | 15 tháng 10 | Taeyeon1st, 2nd, 3rd                                             | "I"                                                              | 10,929                                                           |        |
| 448 | 22 tháng 10 | Taeyeon1st, 2nd, 3rd                                             | "I"                                                              | 9,541                                                            |        |
| 449 | 29 tháng 10 | Taeyeon1st, 2nd, 3rd                                             | "I"                                                              | 10,093                                                           |        |
| 450 | 5 tháng 11  | f(x)10th                                                         | "4 Walls"                                                        | 10,688                                                           |        |
| —   | 12 tháng 11 | Không phát sóng, người chiến thắng không được công bố            | Không phát sóng, người chiến thắng không được công bố            | Không phát sóng, người chiến thắng không được công bố            |        |
| 451 | 19 tháng 11 | f(x)11th                                                         | "4 Walls"                                                        | —                                                                |        |
| 452 | 26 tháng 11 | Dynamic Duo3rd                                                   | "Jam"                                                            | —                                                                |        |
| —   | 3 tháng 12  | Không phát sóng, người chiến thắng không được công bố            | Không phát sóng, người chiến thắng không được công bố            | Không phát sóng, người chiến thắng không được công bố            |        |
| —   | 10 tháng 12 | Không phát sóng, người chiến thắng không được công bố            | Không phát sóng, người chiến thắng không được công bố            | Không phát sóng, người chiến thắng không được công bố            |        |
| 453 | 17 tháng 12 | Psy9th, 10th                                                     | "Daddy"                                                          | —                                                                |        |
| 454 | 24 tháng 12 | Psy9th, 10th                                                     | "Daddy"                                                          | —                                                                |        |
| —   | 31 tháng 12 | Không phát sóng, người chiến thắng không được công bố            | Không phát sóng, người chiến thắng không được công bố            | Không phát sóng, người chiến thắng không được công bố            |        |

### 2016
|  | Triple Crown                    |
|  | Điểm số cao nhất vào năm 2016   |
|  | Chương trình không được tổ chức |

| Tập | Thời gian   | Nghệ sĩ                                                           | Ca khúc                                                           | Điểm                                                              |
| --- | ----------- | ----------------------------------------------------------------- | ----------------------------------------------------------------- | ----------------------------------------------------------------- |
| 455 | 7 tháng 1   | Psy11th                                                           | "Daddy"                                                           | 8,433                                                             |
| 456 | 14 tháng 1  | iKON2nd, 3rd, 4th                                                 | "Dumb & Dumber"                                                   | 10,175                                                            |
| 457 | 21 tháng 1  | iKON2nd, 3rd, 4th                                                 | "Dumb & Dumber"                                                   | 9,499                                                             |
| 458 | 28 tháng 1  | iKON2nd, 3rd, 4th                                                 | "Dumb & Dumber"                                                   | 8,930                                                             |
| 459 | 4 tháng 2   | GFriend1st, 2nd, 3rd                                              | "Rough"                                                           | 9,424                                                             |
| 460 | 11 tháng 2  | GFriend1st, 2nd, 3rd                                              | "Rough"                                                           | —                                                                 |
| 461 | 18 tháng 2  | GFriend1st, 2nd, 3rd                                              | "Rough"                                                           | 8,959                                                             |
| 462 | 25 tháng 2  | Winner4th                                                         | "Sentimental"                                                     | 9,895                                                             |
| 463 | 3 tháng 3   | Taemin1st                                                         | "Press Your Number"                                               | 7,771                                                             |
| 464 | 10 tháng 3  | Mamamoo1st                                                        | "You're the Best"                                                 | 9,528                                                             |
| 465 | 17 tháng 3  | Lee Hi6th                                                         | "Breathe"                                                         | 8210                                                              |
| 466 | 24 tháng 3  | Red Velvet4th                                                     | "One of These Nights"                                             | 7,922                                                             |
| 467 | 31 tháng 3  | Got71st                                                           | "Fly"                                                             | 7,032                                                             |
| 468 | 7 tháng 4   | BTOB1st                                                           | "Remember That"                                                   | 7,140                                                             |
| 469 | 14 tháng 4  | CNBLUE7th                                                         | "You're So Fine"                                                  | —                                                                 |
| 470 | 21 tháng 4  | Block B2nd                                                        | "Toy"                                                             | 9,092                                                             |
| 471 | 28 tháng 4  | Jung Eun-ji1st                                                    | "Hopefully Sky"                                                   | 8,614                                                             |
| 472 | 5 tháng 5   | Twice1st                                                          | "Cheer Up"                                                        | 10,264                                                            |
| 473 | 12 tháng 5  | BTS2nd                                                            | "Fire"                                                            | 7,692                                                             |
| 474 | 19 tháng 9  | Twice2nd, 3rd                                                     | "Cheer Up"                                                        | 9,205                                                             |
| 475 | 26 tháng 5  | Twice2nd, 3rd                                                     | "Cheer Up"                                                        | 9,095                                                             |
| 476 | 2 tháng 6   | Baek A-yeon1st, 2nd                                               | "So-So"                                                           | —                                                                 |
| 477 | 9 tháng 6   | Baek A-yeon1st, 2nd                                               | "So-So"                                                           | 7,084                                                             |
| 478 | 14 tháng 6  | KCON France Special Episode, người chiến thắng không được công bố | KCON France Special Episode, người chiến thắng không được công bố | KCON France Special Episode, người chiến thắng không được công bố |
| 479 | 16 tháng 6  | EXO11th, 12th, 13th                                               | "Monster"                                                         | 9,877                                                             |
| 480 | 23 tháng 6  | EXO11th, 12th, 13th                                               | "Monster"                                                         | 10,849                                                            |
| 481 | 30 tháng 6  | EXO11th, 12th, 13th                                               | "Monster"                                                         | —                                                                 |
| 482 | 7 tháng 7   | Sistar9th                                                         | "I Like That"                                                     | 9,519                                                             |
| 483 | 14 tháng 7  | Wonder Girls8th                                                   | "Why So Lonely"                                                   | 8,250                                                             |
| 484 | 21 tháng 7  | GFriend4th, 5th, 6th                                              | "Navillera"                                                       | 9,154                                                             |
| 485 | 28 tháng 7  | GFriend4th, 5th, 6th                                              | "Navillera"                                                       | 9,406                                                             |
| 486 | 4 tháng 8   | GFriend4th, 5th, 6th                                              | "Navillera"                                                       | —                                                                 |
| 487 | 9 tháng 8   | KCON LA Special Episode, người chiến thắng không được công bố     | KCON LA Special Episode, người chiến thắng không được công bố     | KCON LA Special Episode, người chiến thắng không được công bố     |
| 488 | 11 tháng 8  | HyunA1st                                                          | "How's This?"                                                     | 8,403                                                             |
| 489 | 18 tháng 8  | I.O.I1st                                                          | "Whatta Man"                                                      | 8,158                                                             |
| 490 | 25 tháng 8  | [[EXO (nhóm nhạc)\|EXO)14th, 15th                                 | "Lotto"                                                           | 8,310                                                             |
| 491 | 1 tháng 9   | [[EXO (nhóm nhạc)\|EXO)14th, 15th                                 | "Lotto"                                                           | 8,150                                                             |
| 492 | 8 tháng 9   | Blackpink1st                                                      | "Whistle"                                                         | 7,330                                                             |
| —   | 15 tháng 9  | Red Velvet5th, 6th                                                | "Russian Roulette"                                                | —                                                                 |
| 493 | 22 tháng 9  | Red Velvet5th, 6th                                                | "Russian Roulette"                                                | 9,576                                                             |
| 494 | 29 tháng 9  | Infinite12th                                                      | "The Eye"                                                         | 7,714                                                             |
| 495 | 6 tháng 10  | Got72nd                                                           | "Hard Carry"                                                      | 7,994                                                             |
| 496 | 13 tháng 10 | Shinee10th                                                        | "1 of 1]]"                                                        | 10,023                                                            |
| 497 | 20 tháng 10 | BTS3rd                                                            | "Blood Sweat & Tears"                                             | 9,852                                                             |
| 498 | 27 tháng 10 | I.O.I2nd                                                          | "Very Very Very"                                                  | —                                                                 |
| 499 | 3 tháng 11  | [[Twice (nhóm nhạc)\|Twice)4th, 5th                               | "TT"                                                              | 10,511                                                            |
| 500 | 10 tháng 11 | [[Twice (nhóm nhạc)\|Twice)4th, 5th                               | "TT"                                                              | 8,362                                                             |
| 501 | 17 tháng 11 | Special Episode, người chiến thắng không được công bố             | Special Episode, người chiến thắng không được công bố             | Special Episode, người chiến thắng không được công bố             |
| 502 | 24 tháng 11 | Special Episode, người chiến thắng không được công bố             | Special Episode, người chiến thắng không được công bố             | Special Episode, người chiến thắng không được công bố             |
| —   | 1 tháng 12  | Không phát sóng, người chiến thắng không được công bố             | Không phát sóng, người chiến thắng không được công bố             | Không phát sóng, người chiến thắng không được công bố             |
| —   | 8 tháng 12  | Không phát sóng, người chiến thắng không được công bố             | Không phát sóng, người chiến thắng không được công bố             | Không phát sóng, người chiến thắng không được công bố             |
| 503 | 15 tháng 12 | Seventeen1st                                                      | "Boom Boom"                                                       | 6,834                                                             |
| 504 | 22 tháng 12 | Big Bang21st                                                      | "Fxxk It"                                                         | 8,535                                                             |
| —   | 29 tháng 12 | Không phát sóng, người chiến thắng không được công bố             | Không phát sóng, người chiến thắng không được công bố             | Không phát sóng, người chiến thắng không được công bố             |

### 2017
|   | Triple Crown                    |
|   | Điểm số cao nhất vào năm 2017   |
| — | Chương trình không được tổ chức |

| Tập | Thời gian   | Nghệ sĩ                                                 | Ca khúc                                                 | Điểm                                                    |
| --- | ----------- | ------------------------------------------------------- | ------------------------------------------------------- | ------------------------------------------------------- |
| 505 | 5 tháng 1   | Big Bang22nd, 23rd                                      | "Fxxk It"                                               | 9,750                                                   |
| 506 | 12 tháng 1  | Big Bang22nd, 23rd                                      | "Fxxk It"                                               | 10,225                                                  |
| 507 | 19 tháng 1  | AKMU4th                                                 | "Last Goodbye"                                          | 6,432                                                   |
| 508 | 26 tháng 1  | Seohyun1st                                              | "Don't Say No"                                          | 7,411                                                   |
| 509 | 2 tháng 2   | AOA1st                                                  | "Excuse Me"                                             | —                                                       |
| 510 | 9 tháng 2   | Red Velvet7th, 8th                                      | "Rookie"                                                | 10,503                                                  |
| 511 | 16 tháng 2  | Red Velvet7th, 8th                                      | "Rookie"                                                | 10,903                                                  |
| 512 | 23 tháng 2  | BTS4th                                                  | "Spring Day"                                            | 10,629                                                  |
| 513 | 2 tháng 3   | Twice6th                                                | "Knock Knock"                                           | 9,942                                                   |
| 514 | 9 tháng 3   | Taeyeon4th                                              | "Fine"                                                  | 9,747                                                   |
| 515 | 16 tháng 3  | Twice7th                                                | "Knock Knock"                                           | 9,440                                                   |
| 516 | 23 tháng 3  | Got73rd                                                 | "Never Ever"                                            | 7,976                                                   |
| 517 | 30 tháng 3  | Highlight12th, 13th                                     | "Plz Don't Be Sad"                                      | —                                                       |
| 518 | 6 tháng 4   | Highlight12th, 13th                                     | "Plz Don't Be Sad"                                      | 8,821                                                   |
| 519 | 13 tháng 4  | Winner5th, 6th                                          | "Really Really"                                         | 9,216                                                   |
| 520 | 20 tháng 4  | Winner5th, 6th                                          | "Really Really"                                         | 8,903                                                   |
| 521 | 27 tháng 4  | IU4th, 5th                                              | "Palette"                                               | 7,626                                                   |
| 522 | 4 tháng 5   | IU4th, 5th                                              | "Palette"                                               | —                                                       |
| 523 | 11 tháng 5  | Hyukoh1st                                               | "Tomboy"                                                | 7,121                                                   |
| 524 | 18 tháng 5  | Psy12th                                                 | "I Luv It"                                              | 7,843                                                   |
| 525 | 25 tháng 5  | Twice8th, 9th                                           | "Signal"                                                | —                                                       |
| 526 | 1 tháng 6   | Twice8th, 9th                                           | "Signal"                                                | 8,867                                                   |
| 527 | 8 tháng 6   | Highlight14th                                           | "Calling You"                                           | 9,182                                                   |
| 528 | 15 tháng 6  | Seventeen2nd                                            | "Don't Wanna Cry"                                       | 8,990                                                   |
| 529 | 22 tháng 6  | NCT 1271st                                              | "Cherry Bomb"                                           | 7,325                                                   |
| 530 | 29 tháng 6  | Mamamoo2nd, 3rd, 4th                                    | "Yes I Am"                                              | —                                                       |
| 531 | 6 tháng 6   | Mamamoo2nd, 3rd, 4th                                    | "Yes I Am"                                              | —                                                       |
| 532 | 13 tháng 6  | Mamamoo2nd, 3rd, 4th                                    | "Yes I Am"                                              | 8,163                                                   |
| 533 | 20 tháng 7  | Red Velvet9th                                           | "Red Flavor"                                            | 10,877                                                  |
| 534 | 27 tháng 7  | EXO16th, 17th, 18th                                     | "Ko Ko Bop"                                             | 8,982                                                   |
| 535 | 3 tháng 8   | EXO16th, 17th, 18th                                     | "Ko Ko Bop"                                             | 9,003                                                   |
| 536 | 10 tháng 8  | EXO16th, 17th, 18th                                     | "Ko Ko Bop"                                             | 9,353                                                   |
| 537 | 17 tháng 8  | Wanna One1st, 2nd, 3rd                                  | "Energetic"                                             | 10,666                                                  |
| 538 | 24 tháng 8  | Wanna One1st, 2nd, 3rd                                  | "Energetic"                                             | 10,844                                                  |
| 539 | 31 tháng 8  | Wanna One1st, 2nd, 3rd                                  | "Energetic"                                             | —                                                       |
| 540 | 7 tháng 9   | Sunmi1st                                                | "Gashina"                                               | 8,486                                                   |
| 541 | 14 tháng 9  | EXO19th                                                 | "Power"                                                 | 11,000                                                  |
| 542 | 21 tháng 9  | GFriend7th                                              | "Summer Rain"                                           | 10,091                                                  |
| 543 | 28 tháng 9  | BTS5th, 6th                                             | "DNA"                                                   | 11,000                                                  |
| 544 | 5 tháng 10  | BTS5th, 6th                                             | "DNA"                                                   | —                                                       |
| —   | 12 tháng 10 | Special Broadcast of BTS Countdown                      | Special Broadcast of BTS Countdown                      | Special Broadcast of BTS Countdown                      |
| 545 | 19 tháng 10 | NU'EST W1st                                             | "Where You At"                                          | 9,521                                                   |
| 546 | 26 tháng 10 | BTOB2nd, 3rd                                            | "Missing You"                                           | 10,330                                                  |
| 547 | 2 tháng 11  | BTOB2nd, 3rd                                            | "Missing You"                                           | 9,968                                                   |
| 548 | 9 tháng 11  | Twice10th, 11th                                         | "Likey"                                                 | 10,082                                                  |
| 549 | 16 tháng 11 | Twice10th, 11th                                         | "Likey"                                                 | —                                                       |
| 550 | 23 tháng 11 | Wanna One4th                                            | "Beautiful"                                             | —                                                       |
| —   | 30 tháng 11 | Không phát sóng và người chiến thắng không được công bố | Không phát sóng và người chiến thắng không được công bố | Không phát sóng và người chiến thắng không được công bố |
| —   | 7 tháng 12  | Không phát sóng và người chiến thắng không được công bố | Không phát sóng và người chiến thắng không được công bố | Không phát sóng và người chiến thắng không được công bố |
| —   | 14 tháng 12 | Không phát sóng và người chiến thắng không được công bố | Không phát sóng và người chiến thắng không được công bố | Không phát sóng và người chiến thắng không được công bố |
| 551 | 21 tháng 12 | Twice12th, 13th                                         | "Heart Shaker"                                          | 9,776                                                   |
| 552 | 28 tháng 12 | Twice12th, 13th                                         | "Heart Shaker"                                          | —                                                       |

### 2018
|   | Triple Crown                    |
|   | Điểm số cao nhất vào năm 2018   |
| — | Chương trình không được tổ chức |

| Tập | Thời gian  | Nghệ sĩ                                                 | Ca khúc                                                 | Điểm                                                    |
| --- | ---------- | ------------------------------------------------------- | ------------------------------------------------------- | ------------------------------------------------------- |
| —   | 4 tháng 1  | Không phát sóng và người chiến thắng không được công bố | Không phát sóng và người chiến thắng không được công bố | Không phát sóng và người chiến thắng không được công bố |
| 553 | 11 tháng 1 | Momoland1st                                             | "Bboom Bboom"                                           | 7,811                                                   |
| 554 | 18 tháng 1 | Infinite13th                                            | "Tell Me"                                               | 10,554                                                  |
| 555 | 25 tháng 1 | Sunmi2nd                                                | "Heroine"                                               | 7,919                                                   |
| 556 | 1 tháng 2  | iKON5th                                                 | "Love Scenario"                                         | 7,789                                                   |
| 557 | 8 tháng 2  | Red Velvet10th, 11th                                    | "Bad Boy"                                               | 10,032                                                  |
| 558 | 15 tháng 2 | Red Velvet10th, 11th                                    | "Bad Boy"                                               | —                                                       |
| 559 | 22 tháng 2 | Momoland2nd                                             | "Bboom Bboom"                                           | 8,834                                                   |
| 560 | 1 tháng 3  | iKON6th, 7th                                            | "Love Scenario"                                         | 8,467                                                   |
| 561 | 8 tháng 3  | iKON6th, 7th                                            | "Love Scenario"                                         | 8,001                                                   |
| 562 | 15 tháng 3 | Mamamoo5th, 6th                                         | "Starry Night"                                          | 9,820                                                   |
| 563 | 22 tháng 3 | Mamamoo5th, 6th                                         | "Starry Night"                                          | 7,938                                                   |
| 564 | 29 tháng 3 | Wanna One5th, 6th                                       | "Boomerang"                                             | 10,805                                                  |
| 565 | 5 tháng 4  | Wanna One5th, 6th                                       | "Boomerang"                                             | 9,981                                                   |
| 566 | 12 tháng 4 | Winner7th                                               | "Everyday"                                              | 9,687                                                   |
| 567 | 19 tháng 4 | Twice14th, 15th                                         | "What Is Love?"                                         | —                                                       |
| 568 | 26 tháng 4 | Twice14th, 15th                                         | "What Is Love?"                                         | 9,360                                                   |
| 569 | 3 tháng 5  | Winner8th                                               | "Everyday"                                              | 7,463                                                   |
| 570 | 10 tháng 5 | GFriend8th                                              | "Time for the Moon Night"                               | 10,700                                                  |
| —   | 17 tháng 5 | Không phát sóng, người chiến thắng không được công bố   | Không phát sóng, người chiến thắng không được công bố   | Không phát sóng, người chiến thắng không được công bố   |

## Triple Crown
Triple Crown là một bài hát đã nhận được chiến thắng 3 lần. Sau đó, bài hát không còn nằm trong bảng xếp hạng nữa.
| 2004 & 2005 - TVXQ – The Way U Are - 05.08.2004, 12.08.2004, 19.08.2004 - Se7en – 열정 (Passion) - 26.08.2004, 02.09.2004, 09.092004 - Shinhwa – Brand New - 30.09.2004, 07.10.2004, 14.10.2004 - TVXQ – 믿어요 (Believe) - 25.11.2004, 02.12.2004, 09.12.2004 - Buzz – 겁쟁이 (Coward) - 31.03.2005, 07.04.2005, 21.04.2005 | 2007 & 2008 - Epik High – Fan - 15.02.2007, 01.03.2007, 13.05.2007 - MC Mong – 서커스 (Circus) - 08.05.2008, 22.05.2008, 12.06.2008 - Taeyang – 나만 바라봐 (Look Only At Me) - 19.06.2008, 26.06.2008, 03.07.2008 - Wonder Girls – So Hot - 10.07.2008, 17.07.2008, 24.07.2008 - Lee Hyori – U-Go-Girl - 31.07.2008, 14.08.2008, 21.08.2008 - BIGBANG – 하루하루 (Day By Day) - 28.08.2008, 04.09.2008, 11.09.2008 - TVXQ – 주문-MIROTIC (Mirotic) - 09.10.2008, 23.10.2008, 30.10.2008 |

| 2009 - Seungri – Strong Baby - 22.01.2009, 05.02.2009, 19.02.2009 - KARA – Honey - 05.03.2009, 13.02.2009, 26.03.2009 - 2PM – Again & Again - 07.05.2009, 14.05.2009, 21.05.2009 - 2PM – 니가 밉다 (I Hate You) - 02.07.2009, 09.07.2009, 16.07.2009 - 2NE1 – I Don't Care - 23.07.2009, 06.08.2009, 13.08.2009 - G-Dragon – Heartbreaker - 10.09.2009, 17.09.2009, 240.09.2009 | 2010 - 2PM – Without U - 29.04.2010, 06.05.2010, 13.05.2010 - 2NE1 – Can't Nobody - 23.09.2010, 30.09.2010, 10.07.2010 |

| 2011 - BIGBANG – Tonight - 03.03.2011, 10.03.2011, 17.03.2011 - CNBLUE - Intuition - 31.03.2011, 07.04.2011, 14.04.2011 - f(x) – 피노키오 (Danger) - 05.05.2011, 12.05.2011, 19.05.2011 - BEAST – Fiction - 26.05.2011, 02.06.2011, 09.06.2011 - Super Junior – Mr. Simple - 11.08.2011, 18.08.2011, 25.08.2011 - Girls' Generation – The Boys - 27.10.2011, 03.11.2011, 10.11.2011 - Trouble Maker (HyunA & HyunSeung) – Trouble Maker - 15.12.2011, 22.12.2011, 29.12.2011 | 2012 - Girls' Generation-TTS – Twinkle - 10.05.2012, 17.05.2012, 24.05.2012 - Infinite – 추격자 (The Chaser) - 31.05.2012, 07.06.2012, 14.06.2012 - f(x) – Electric Shock - 21.06.2012, 28.06.2012, 05.07.2012 - Super Junior – Sexy, Free & Single - 12.07.2012, 19.07.2012, 26.07.2012 - BEAST – 아름다운 밤이야 (Beautiful Night) - 02.08.2012, 09.08.2012, 16.08.2012 - PSY – 강남스타일 (Gangnam Style) - 23.08.2012, 30.08.2012, 06.09.2012 - G-Dragon – 크레용 (Crayon) - 27.09.2012, 04.10.2012, 11.10.2012 - Lee Hi – 1,2,3,4 - 08.11.2012, 15.11.2012, 22.11.2012 - Lee Seung Gi – 되돌리다 (Return) - 29.11.2012, 06.12.2012, 13.12.2012 |

| 2013 - Yang Yoseob – 카페인 (Caffeine) - 20.12.2012, 27.12.2012, 03.01.2013 - Girls' Generation – I Got A Boy - 10.01.2013, 17.01.2013, 24.01.2013 - SISTAR19 – 있다 없으니까 (Gone Not Around Any Longer) - 07.02.2013, 14.02.2013, 21.02.2013 - SHINee - Dream Girl - 28.02.2013, 07.03.2013, 14.03.2013 - PSY - Gentleman - 18.04.2013, 25.04.2013, 02.05.2013 - Shinhwa - This Love - 23.05.2013, 30.05.2013, 06.06.2013 - SISTAR - Give It To Me - 20.06.2013, 27.06.2013, 04.07.2013 - EXO – Growl - 22.08.2013, 29.08.2013, 05.09.2013 2014 - EXO – Miracles in December - 19.12.2013, 26.12.2013, 02.01.2014 - TVXQ - Something - 16.01.2014, 23.01.2014, 30.01.2014 - AKMU - 200% - 17.04.2014, 24.04.2014, 1.05.2014 - Taeyang - Eyes, Nose, Lips - 12.06.2014, 19.06.2014, 03.07.2014 - Winner - Empty - 21.08.2014, 28.08.2014, 18.09.2014 - Epik High - Happen Ending - 30.10.2014, 6.11.2014, 13.11.2014 2015 - Shinhwa- Sniper - 12.03.2015, 19.03.2015, 26.03.2015 - EXO – Call Me Baby - 09.04.2015,16.04.2015,30.04.2015 - SNSD - Lion Heart - 27.08.2015, 3.09.2015, 10.09.2015 - Taeyeon - I - 15.10.2015, 22.10.2015, 29.10.2015 2016 - Psy - Daddy - 17.12.2015, 24.12.2015, 07.01.2016 - iKON - Dumb & Dumber - 14.01.2016, 21.01.2016, 28.01.2016 - GFriend - Rough - 04.02.2016, 11.02.2016, 18.02.2016 - Twice - Cheer Up | 05.05.2016, 19.05.2016, 26.05.2016 - EXO – Monster - 16.06.2016,23.06.2016,30.06.2016 - GFriend - Navillera - 21.07.2016, 28.07.2016, 4.08.2016 2017 - Big Bang - Fxxk It - 22.12.2016, 05.01.2017, 12.01.2017 - Mamamoo - Yes I Am - 29.06.2017, 06.07.2017, 13.07.2017 - EXO - Ko Ko Bop - 27.07.2017, 03.08.2017, 10.08.2017 - Wanna One- Energetic - 17.08.2017, 24.08.2017, 31.08.2017 2018 - iKON - Love Scenario - 01.02.2018, 01.03.2018, 08.03.2018 - Blackpink - DDU-DU DDU-DU - 28.06.2018, 05.07.2018, 12.07.2018 |

## Kỷ lục
| Thứ hạng | Nghệ sĩ      | Số lần quán quân |
| -------- | ------------ | ---------------- |
| 1        | Big Bang     | 23 Lần           |
| 2        | EXO          | 19 lần           |
| 3        | SNSD         | 18 lần           |
| 4        | TVXQ         | 17 lần           |
| 5        | 2NE1         | 15 lần           |
| 5        | Twice        | 15 lần           |
| 7        | 2PM          | 14 lần           |
| 7        | Highlight    | 14 lần           |
| 9        | Super Junior | 13 lần           |
| 9        | Infinite     | 13 lần           |
| 11       | Psy          | 12 lần           |
| 12       | Shinhwa      | 11 lần           |
| 12       | f(x)         | 11 lần           |
| 12       | Red Velvet   | 11 lần           |
| 12       | Shinee       | 11 lần           |
| 13       | SG Wannabe   | 9 lần            |
| 13       | T-ara        | 9 lần            |
| 13       | G-Dragon     | 9 lần            |
| 13       | Lee Seung-gi | 9 lần            |
| 13       | Taeyang      | 9 lần            |
| 13       | 4Minute      | 9 lần            |
| 13       | Sistar       | 9 lần            |

| Thứ hạng | Nghệ sĩ        | Số Triple Crown |
| -------- | -------------- | --------------- |
| 1        | EXO            | 5 bài           |
| 2        | TVXQ           | 4 bài           |
| 3        | 2PM            | 3 bài           |
| 3        | Shinhwa        | 3 bài           |
| 3        | SNSD           | 3 bài           |
| 3        | PSY            | 3 bài           |
| 3        | Big Bang       | 3 bài           |
| 4        | 2NE1           | 2 bài           |
| 4        | Seungri        | 2 bài           |
| 4        | f(x)           | 2 bài           |
| 4        | Super Junior – | 2 bài           |
| 4        | Highlight      | 2 bài           |
| 4        | G-Dragon       | 2 bài           |
| 4        | Taeyang        | 2 bài           |
| 4        | Epik High      | 2 bài           |
| 4        | GFriend        | 2 bài           |
| 4        | iKON           | 2 bài           |

| Thứ hạng | Nghệ sĩ          | Bài hát                    | Điểm số | Ngày       |
| -------- | ---------------- | -------------------------- | ------- | ---------- |
| 1        | 2NE1             | I Don't Care               | 981.3   | 2009/08/13 |
| 2        | 2NE1             | I Don't Care               | 979.8   | 2009/08/06 |
| 3        | 2NE1             | I Don't Care               | 977.9   | 2009/07/23 |
| 4        | 2AM              | Won't Let Go Even If I Die | 976     | 2010/02/25 |
| 5        | G-Dragon         | Heartbreaker               | 975.7   | 2009/09/10 |
| 6        | 2PM              | Again & Again              | 975     | 2009/05/21 |
| 7        | G-Dragon         | Heartbreaker               | 974.5   | 2009/09/24 |
| 8        | 2PM              | Again & Again              | 973.4   | 2009/05/14 |
| 9        | G-Dragon         | Heartbreaker               | 973.2   | 2009/09/10 |
| 10       | Shinee           | Ring Ding Dong             | 972.6   | 2009/11/05 |
| 11       | Shinhwa          | Brand New                  | 971     | 2004/10/14 |
| 12       | Brown Eyed Girls | Abracadabra                | 970.9   | 2009/09/03 |
| 13       | 2PM              | Again & Again              | 970.2   | 2009/05/07 |
| 14       | 2PM              | I Hate You                 | 969.8   | 2009/07/16 |
| 15       | 2PM              | I Hate You                 | 968     | 2009/07/09 |
| 15       | Super Junior     | Sorry, Sorry               | 968     | 2009/04/09 |
| 17       | SNSD             | Kissing You                | 965     | 2008/02/28 |
| 18       | Shinhwa          | Brand New                  | 964     | 2004/10/07 |
| 18       | Taeyang          | I Need a Girl              | 964     | 2010/07/08 |
| 20       | Seungri          | V.V.I.P.                   | 963     | 2011/01/27 |
| 20       | TVXQ             | Mirotic                    | 963     | 2008/10/30 |

| Thứ hạng | Nghệ sĩ       | Bài hát       | Điểm số | Ngày       |
| -------- | ------------- | ------------- | ------- | ---------- |
| 1        | CNBLUE        | Intuition     | 9,654   | 2011/04/07 |
| 2        | KARA          | Step          | 9,314   | 2011/09/22 |
| 3        | Wonder Girls  | Be My Baby    | 9,290   | 2011/11/17 |
| 4        | CNBLUE        | Intuition     | 9,255   | 2011/03/31 |
| 5        | BEAST         | Fiction       | 9,253   | 2011/06/02 |
| 6        | BEAST         | Fiction       | 9,191   | 2011/06/09 |
| 7        | SNSD          | The Boys      | 9,180   | 2011/10/27 |
| 8        | Big Bang      | Tonight       | 9,171   | 2011/03/17 |
| 9        | Trouble Maker | Trouble Maker | 9,167   | 2011/12/15 |
| 10       | Super Junior  | Mr. Simple    | 9,155   | 2011/08/18 |

| Thứ hạng | Nghệ sĩ      | Bài hát                     | Điểm số | Ngày       |
| -------- | ------------ | --------------------------- | ------- | ---------- |
| 1        | TTS          | Twinkle                     | 9,357   | 2012/05/17 |
| 2        | TTS          | Twinkle                     | 9,355   | 2012/05/10 |
| 3        | f(x)         | Electric Shock              | 9,296   | 2012/06/21 |
| 4        | Big Bang     | Fantastic Baby              | 9,204   | 2012/03/22 |
| 5        | Big Bang     | Fantastic Baby              | 9,096   | 2012/03/15 |
| 6        | Big Bang     | Blue                        | 9,081   | 2012/03/08 |
| 7        | SHINee       | Sherlock•셜록 (Clue + Note) | 9,081   | 2012/03/29 |
| 8        | TroubleMaker | Trouble Maker               | 9,043   | 2011/12/22 |
| 9        | TroubleMaker | Trouble Maker               | 8,972   | 2011/12/29 |
| 10       | BEAST        | Beautiful Night             | 8,951   | 2012/08/16 |

| Thứ hạng | Nghệ sĩ       | Bài hát                    | Điểm số | Ngày       |
| -------- | ------------- | -------------------------- | ------- | ---------- |
| 1        | SNSD          | I Got a Boy                | 10,000  | 2013/01/10 |
| 2        | SNSD          | I Got a Boy                | 9,988   | 2013/01/17 |
| 3        | Yang Yoseob   | Caffeine                   | 9,795   | 2013/01/03 |
| 4        | Sistar19      | Gone Not Around Any Longer | 9,642   | 2013/02/14 |
| 5        | Shinee        | Dream Girl                 | 9,459   | 2013/03/07 |
| 6        | Busker Busker | Love, at first             | 9,419   | 2013/10/03 |
| 7        | Busker Busker | Love, at first             | 9,415   | 2013/10/10 |
| 8        | Yang Yoseob   | Caffeine                   | 9,267   | 2012/12/20 |
| 9        | TVXQ          | Something                  | 9,244   | 2014/01/16 |
| 10       | Shinee        | Dream Girl                 | 9,168   | 2013/02/28 |

| Thứ hạng | Nghệ sĩ  | Bài hát          | Điểm số | Ngày       |
| -------- | -------- | ---------------- | ------- | ---------- |
| 1        | SNSD     | Mr.Mr.           | 10,000  | 2014/03/13 |
| 2        | f(x)     | Red Light        | 9,772   | 2014/07/17 |
| 3        | Shinee   | View             | 9,762   | 2015/06/04 |
| 4        | EXO-K    | Overdose         | 9,706   | 2014/05/15 |
| 5        | Big Bang | Loser            | 9,669   | 2015/05/14 |
| 6th      | Apink    | Mr. Chu          | 9,577   | 2014/05/08 |
| 7        | SNSD     | Mr.Mr.           | 9,363   | 2014/03/06 |
| 8        | Taeyang  | Eyes, Nose, Lips | 9,255   | 2014/06/19 |
| 9        | Shinee   | View             | 9,037   | 2015/05/28 |
| 10       | 2NE1     | Come Back Home   | 8,869   | 2014/03/20 |

| Thứ hạng | Nghệ sĩ    | Bài hát      | Điểm số | Ngày       |
| -------- | ---------- | ------------ | ------- | ---------- |
| 1        | EXO        | Power        | 11,000  | 2017/09/14 |
| 1        | BTS        | DNA          | 11,000  | 2017/09/28 |
| 2        | SNSD       | "Lion Heart" | 10,988  | 2015/09/03 |
| 3        | SNSD       | "Lion Heart" | 10,961  | 2015/09/10 |
| 4        | Taeyeon    | I            | 10,929  | 2015/10/15 |
| 5        | Red Velvet | Rookie       | 10,903  | 2017/02/16 |
| 6        | Red Velvet | Red Flavor   | 10,877  | 2017/07/20 |
| 7        | EXO        | Monster      | 10,849  | 2016/06/23 |
| 8        | Wanna One  | Energetic    | 10,844  | 2017/08/24 |
| 9        | Wanna One  | Boomerang    | 10,805  | 2018/03/29 |
| 10       | GD & TOP   | Zutter       | 10,741  | 2015/08/20 |

| Thứ hạng | Nghệ sĩ | Bài hát                 | Điểm số | Ngày       |
| -------- | ------- | ----------------------- | ------- | ---------- |
| 1        | Shinee  | I want you              | 11,000  | 2018/06/21 |
| 1        | BTS     | Fake love               | 11,000  | 2018/05/30 |
| 2        | GFriend | Time for the Moon Night | 10,700  | 2018/05/10 |
| 3        | Twice   | What Is Love?           | 9,360   | 2018/04/26 |
| 4        | Winner  | Everyday                | 7,463   | 2018/05/03 |

| Thứ hạng | Nghệ sĩ         | Bài hát    | Điểm số | Ngày       |
| -------- | --------------- | ---------- | ------- | ---------- |
| 1        | EXO             | Power      | 11,000  | 2017/09/14 |
| 1        | BTS             | DNA        | 11,000  | 2017/09/28 |
| 1        | BTS             | Fake love  | 11,000  | 2018/05/30 |
| 1        | Shinee          | I want you | 11,000  | 2018/06/21 |
| 2        | SNSD            | Lion Heart | 10,988  | 2015/09/03 |
| 3        | SNSD            | Lion Heart | 10,961  | 2015/09/10 |
| 4        | Taeyeon         | I          | 10,929  | 2015/10/15 |
| 5        | Red Velvet      | Rookie     | 10,903  | 2017/02/16 |
| 6        | Red Velvet      | Red Flavor | 10,877  | 2017/07/20 |
| 7        | EXO (nhóm nhạc) | Monster    | 10,849  | 2016/06/23 |
| 8        | Wanna One       | Energetic  | 10,844  | 2017/08/24 |
| 9        | Wanna One       | Boomerang  | 10,805  | 2018/03/29 |

## Phiên bản quốc tế
| Quốc gia | Tên địa phương           | Kênh phát sóng | Năm phát sóng          |
| -------- | ------------------------ | -------------- | ---------------------- |
| Thái Lan | Thailand Music Countdown | Channel 3      | 12 tháng 5, 2024 – nay |
| Việt Nam | Vietnam Music Countdown  | Davamedia 4    | 11 tháng 1, 2025 – nay |